# Kaufhaus Wronker

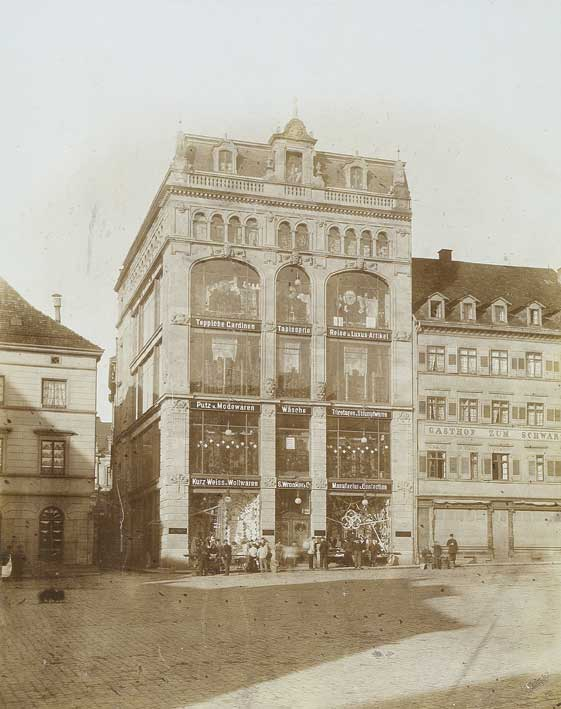
Warenhaus der Brüder Wronker in Pforzheim

Kaufhaus Wronker war die populäre Bezeichnung für die Warenhäuser des Einzelhandels-Unternehmens Hermann Wronker AG. „Flaggschiff“ des Unternehmens war das berühmte, 1944 durch britische Luftangriffe zerstörte Warenhaus auf der Zeil in Frankfurt am Main.

## Gründung und Expansion

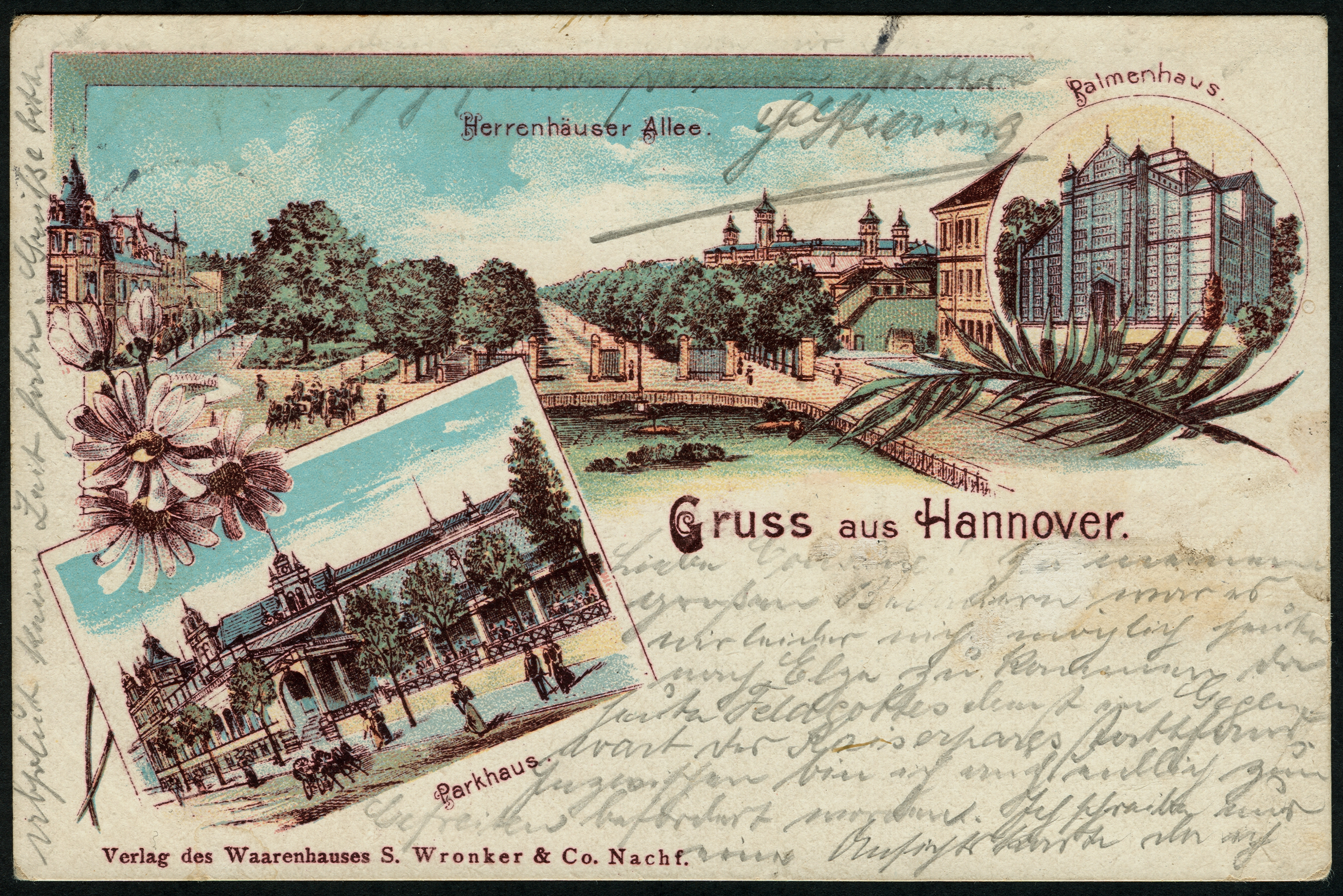
Ansichtskarte von 1898 Verlag des Waarenhauses S. Wronker & Co. Nachf.

Der jüdische Kaufmann und Einzelhandels-Unternehmer Hermann Wronker war ein Neffe der Brüder Leonhard und Oscar Tietz. 1887 gründete er mit seinem älteren Bruder Simon in Mannheim unter der Firma S. Wronker & Cie. ein „Garn-, Knopf-, Posamentier-, Weiß- und Wollwarengeschäft“. Auch die erste Warenhausgründung in Pforzheim ging auf die Brüder Wronker zurück, 1890 zunächst als Zweigniederlassung und in gemieteten Räumen im Eckhaus Marktplatz 13 / Apothekergasse.
1904 wurde ein Warenhaus Wronker in Mannheim (im Quadrat E 1) eröffnet. Weitere Filialen bestanden u. a. in Nürnberg, Pforzheim und Hanau. 1921 erfolgte die Umwandlung in eine Aktiengesellschaft, die Hermann Wronker AG. Zum Höhepunkt der Expansion in den 1920er Jahren beschäftigte die Hermann Wronker AG 3.000 Mitarbeiter, die in den Warenhäusern einen Jahresumsatz von mehr als 35 Millionen Reichsmark erwirtschafteten.

## Weltwirtschaftskrise
Die 1929 einsetzende Weltwirtschaftskrise führte zu einer existenzbedrohenden Krise. Die Umsätze brachen ein, das Unternehmen schrieb Verluste. Hermann Wronker musste sich aus der Geschäftsleitung zurückziehen. Max Wronker, der Sohn des Gründers, leitete die Warenhauskette von 1931 bis 1933 als Generaldirektor (Vorstandsvorsitzender).
Zur Sanierung wurden die Häuser in Nürnberg und Pforzheim verkauft und eines der Frankfurter Häuser an Woolworth vermietet. Die Sanierung gelang, und das Unternehmen schrieb erneut schwarze Zahlen.

## „Arisierung“, Flucht und Mord
Nach der Machtübernahme der Nationalsozialisten 1933 wurde das Unternehmen „arisiert“. Die Eigentümer Max und Hermann Wronker erhielten Hausverbot und wurden enteignet, die Nationalsozialisten setzten ein neues Management ein. 1934 firmierte das Unternehmen in Hansa AG um. 1952 wurde das Unternehmen in den Hertie-Konzern eingegliedert.
Max Wronker flüchtete mit seiner Familie zuerst nach Frankreich, dann nach Ägypten und schließlich in die USA. Hermann und seine Frau Ida Wronker hatten zwar ein Visum für die USA und versuchten von Südfrankreich aus die Ausreise., wurden aber nach der Besetzung Frankreichs  in Drancy interniert und wahrscheinlich 1942  im KZ Auschwitz ermordet.
Nach dem Krieg versuchte Max, schon schwer erkrankt,  und seine Schwester Alice Wronker vergeblich, auf dem Rechtsweg eine Rückerstattung des Unternehmens zu erwirken oder eine Entschädigung zu erhalten. Gebäude und Zeilgrundstücke waren aber immer Eigentum der Odenwälder Unternehmerfamilie Winterhelt. Die Wronker-Ansprüche konnten sich also nur auf den Unternehmenswert richten, da die Familie Wronker 1933 91 % des Aktienkapitals hielt. Sie erhielten zumindest die durch die Nationalsozialisten entzogenen Grundstücke in Frankfurt am Main über die Wiedergutmachungskammern zurück oder vereinbarten im Vergleich Zahlungen mit den Verpflichteten.

## Das Gebäude in Frankfurt

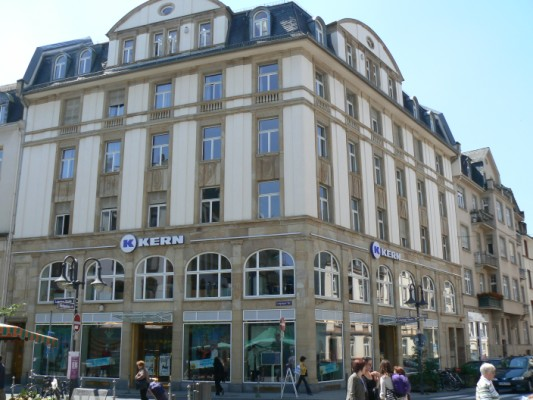
Filiale Warenhaus Wronker, Leipziger Straße in Bockenheim

Das 1891 eröffnete Frankfurter Stammhaus Zeil 14/16 wurde 1896 um das Haus Hasengasse 15/17 erweitert. 1897 brannte das Gebäude vollständig ab. Der Neubau erfolgte auf dem Grundstück Zeil 97. 1908 und 1909 wurde das Warenhaus Wronker auf den Grundstücken Zeil 101–105 und Holzgraben 6–10 zum größten Warenhaus der Stadt erweitert, so dass eine 80 Meter breite Straßenfront im damals modernen Reformstil entstand. Dieser Erweiterung musste das Barckhausensche Palais weichen. Investor für das große Warenhaus war die Odenwälder Unternehmerfamilie Winterhelt, die alle  Zeilgrundstücke einbrachte und den Bau finanzierte. Architekt war Otto Engler, auch seinerzeit tätig für Tietz und Carsch. Hermann Wronker brachte zwar nur ein Grundstück im Holzgraben ein, entwickelte aber die für diese Zeit visionäre und erfolgreiche Warenhauskonzeption. 1926 erfolgte mit der Eingliederung des Hauses Zeil 99 eine letzte Erweiterung.

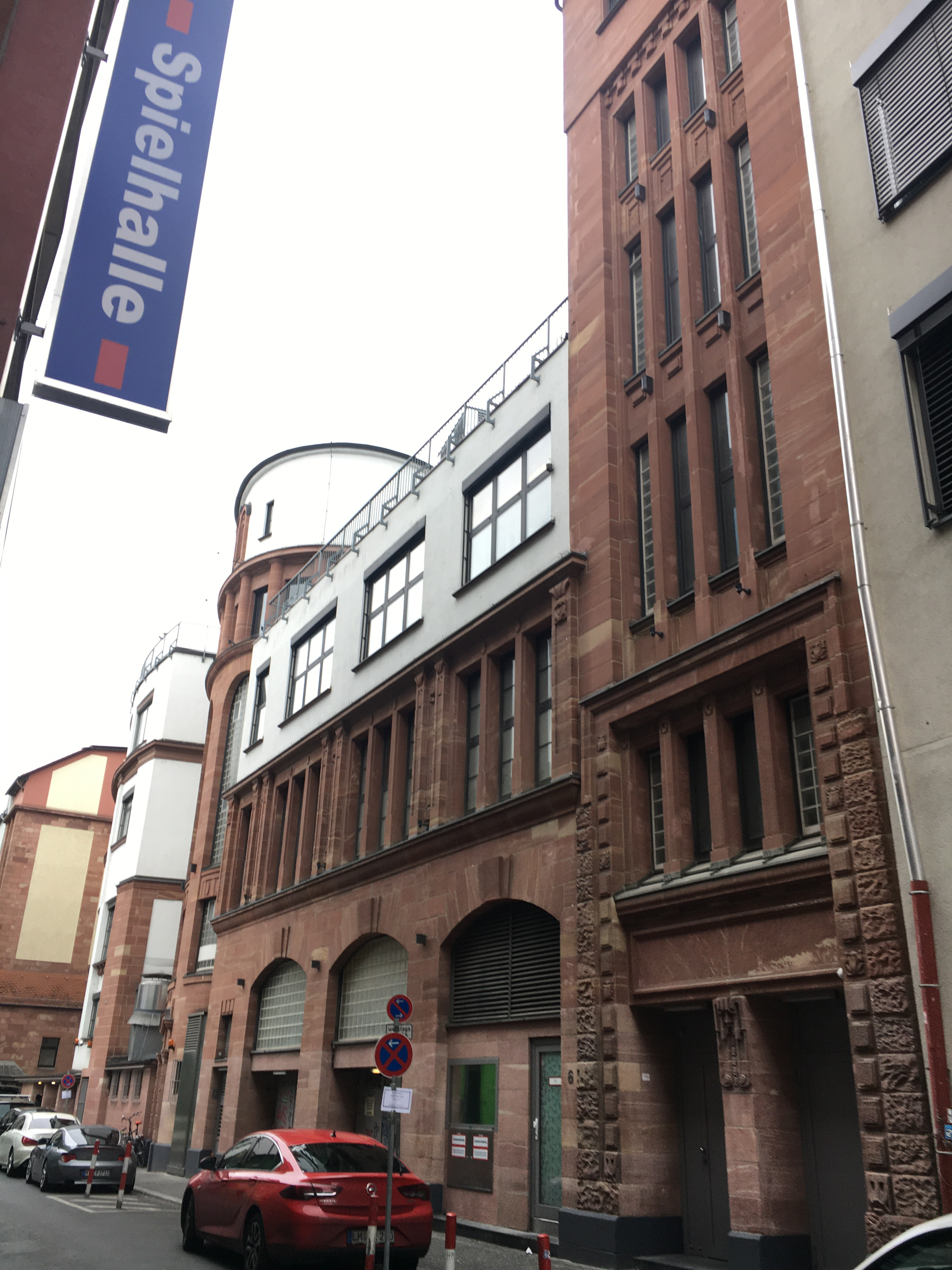
Gebäudereste (Roter Mainsandstein) zum Holzgraben

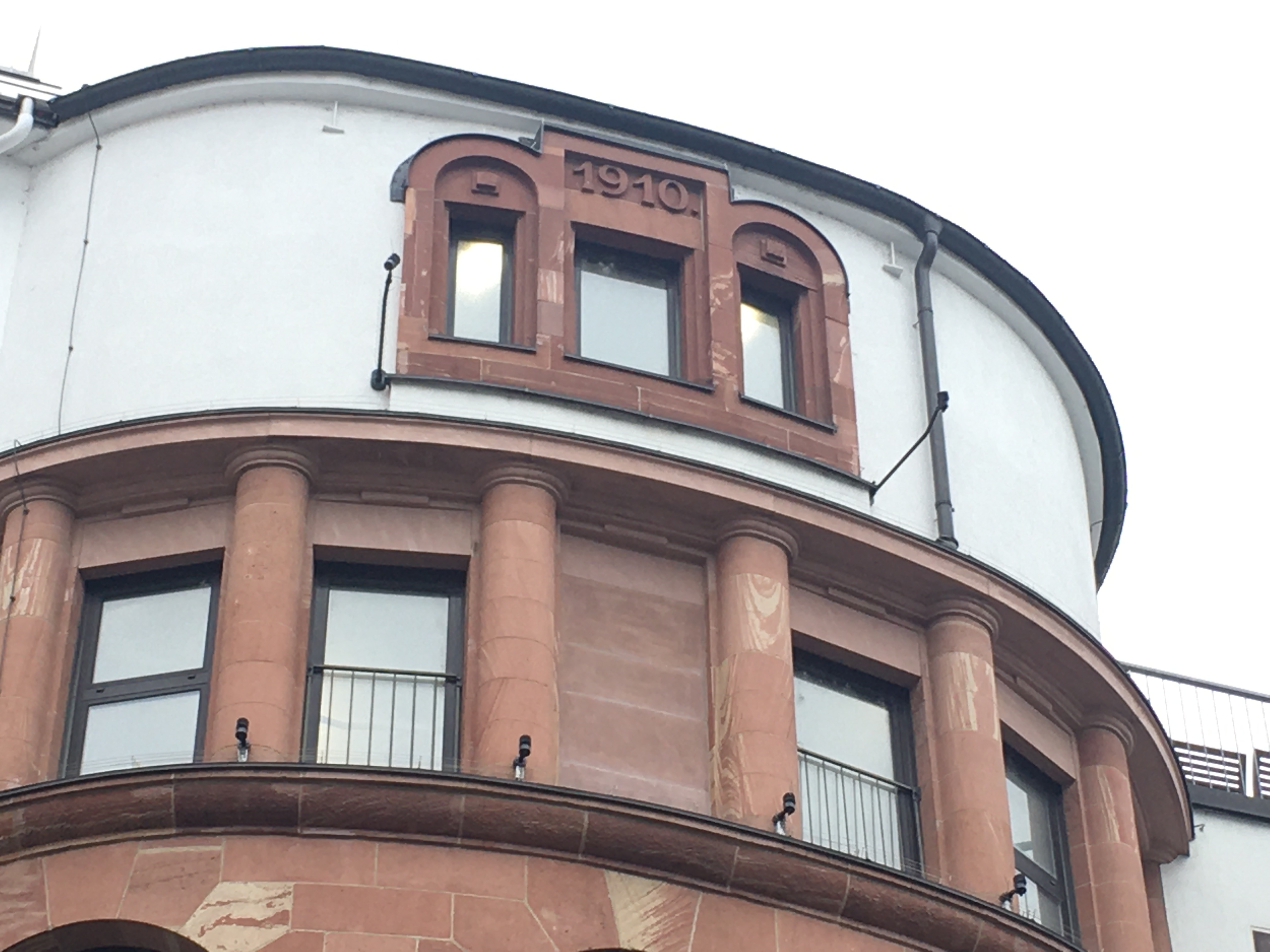
Gebäudedetail

Im Zweiten Weltkrieg wurde das Gebäude weitgehend zerstört. Lediglich Reste der Rückseite (zum Holzgraben) sind heute noch erhalten. Das Gebäude wurde nach dem Wiederaufbau durch die Warenhaus-Kette DeFaKa (Deutsches Familienkaufhaus) genutzt.